# Рейдар Голтер
Рейдар Голтер (норв. Reidar Holter, 28 грудня 1892 — 19 червня 1953) — норвезький академічний веслувальник.
Бронзовий призер Олімпійських Ігор 1912 року в складі розпашної четвірки зі стерновим з внутрішніми кочетами.